# Oleksiy Petcherov
Oleksiy Petcherov (ukrainien : Олексій Печеров), né le 8 décembre 1985 à Donetsk, RSS Ukraine, en Union soviétique, est un joueur ukrainien de basket-ball.

## Biographie

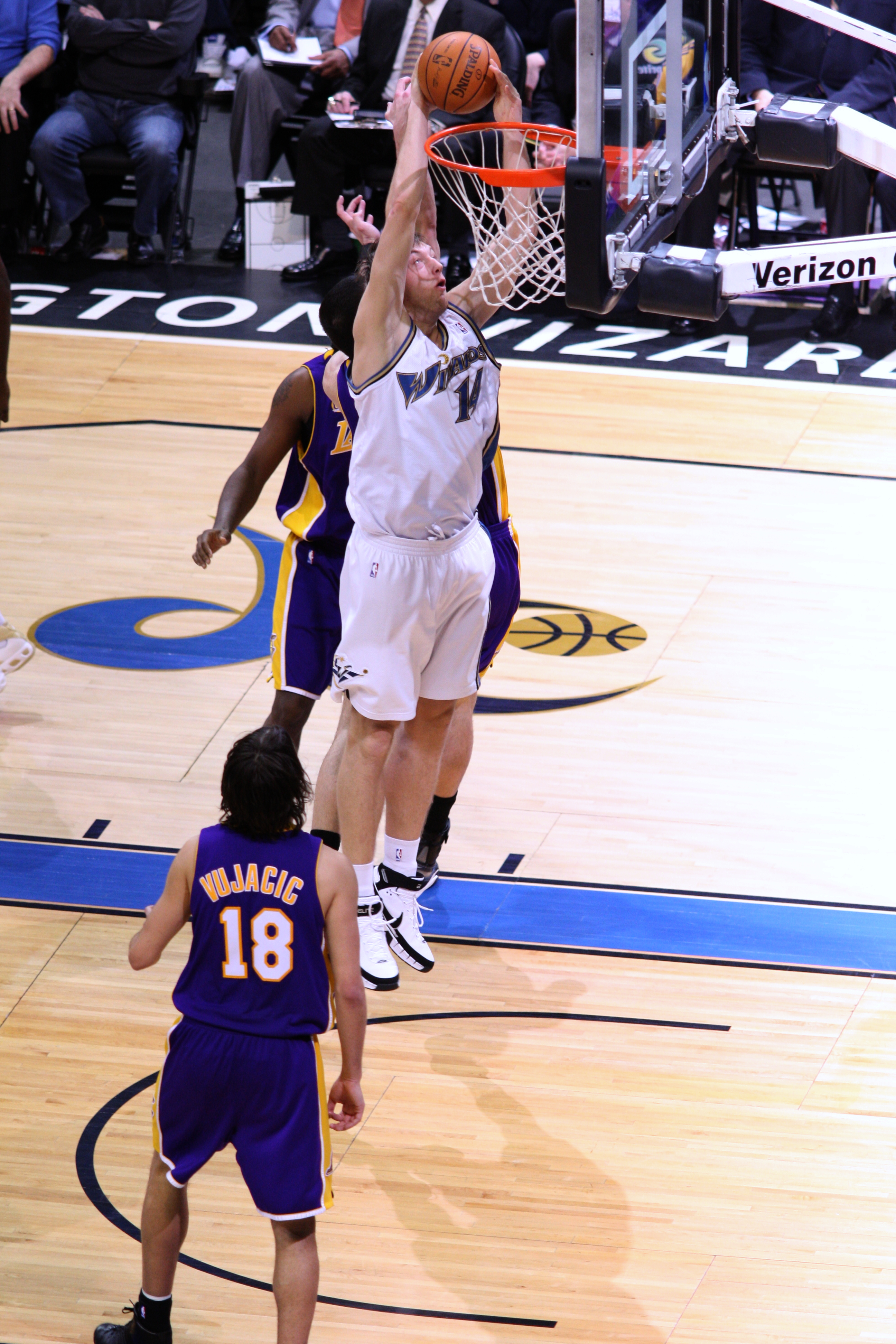

Oleksiy Petcherov mesure 2,13 m et joue aux postes d'ailier fort et de pivot. Il évolue dans les clubs de Kharkiv Polytekhnik et du BK Kiev, avant de rejoindre le Paris Basket Racing pour la saison 2005-2006. Il est sélectionné par les Washington Wizards au 18e rang de la Draft 2006 de la NBA, avec qui il dispute trois saisons. Le 23 juin 2009, Petcherov est transféré avec Etan Thomas, Darius Songaila et un premier tour de draft aux Minnesota Timberwolves contre Randy Foye et Mike Miller.
En novembre 2013, il signe un contrat d'un mois avec le Valencia BC qui est touché par de nombreuses blessures. En janvier 2014, il rejoint le club russe de Krasnye Krylya Samara où il signe un contrat jusqu'à la fin de la saison.